# Roberto Solozábal
Roberto Solozábal Villanueva (Madrid, 15 settembre 1969) è un ex calciatore spagnolo, di ruolo difensore.
Roberto Solozábal ha giocato per l'Atletico Madrid, debuttando nel 1989. Nella capitale spagnola giocò 8 campionati, vincendo una Liga e 3 Coppe del Re. Nel 1998 passo al Real Betis, dove ha giocato fino all'anno del suo ritiro, avvenuto nel 2000.
Solozábal giocò un totale di 273 partite in Liga spagnola, segnando 3 goal.

## Palmarès

### Club

#### Competizion nazionali
- Coppa di Spagna: 3

Atlético Madrid: 1990-1991, 1991-1992, 1995-1996
- Campionato spagnolo: 1

Atlético Madrid: 1995-1996

### Nazionale
- Oro olimpico: 1

Barcellona 1992